# Розаривил (Мериленд)
Розаривил (енгл. Rosaryville) насељено је место без административног статуса у америчкој савезној држави Мериленд.

## Демографија
По попису из 2010. године број становника је 10.697, што је 1.625 (-13,2%) становника мање него 2000. године.
| Група             | 2000.         | 2010.         |
| Белци             | 4.105 (33,3%) | 1.199 (11,2%) |
| Афроамериканци    | 7.340 (59,6%) | 8.756 (81,9%) |
| Азијати           | 329 (2,7%)    | 169 (1,6%)    |
| Хиспаноамериканци | 261 (2,1%)    | 319 (3,0%)    |
| Укупно            | 12.322        | 10.697        |